# Chapon
Pour les articles homonymes, voir Chapon (homonymie).

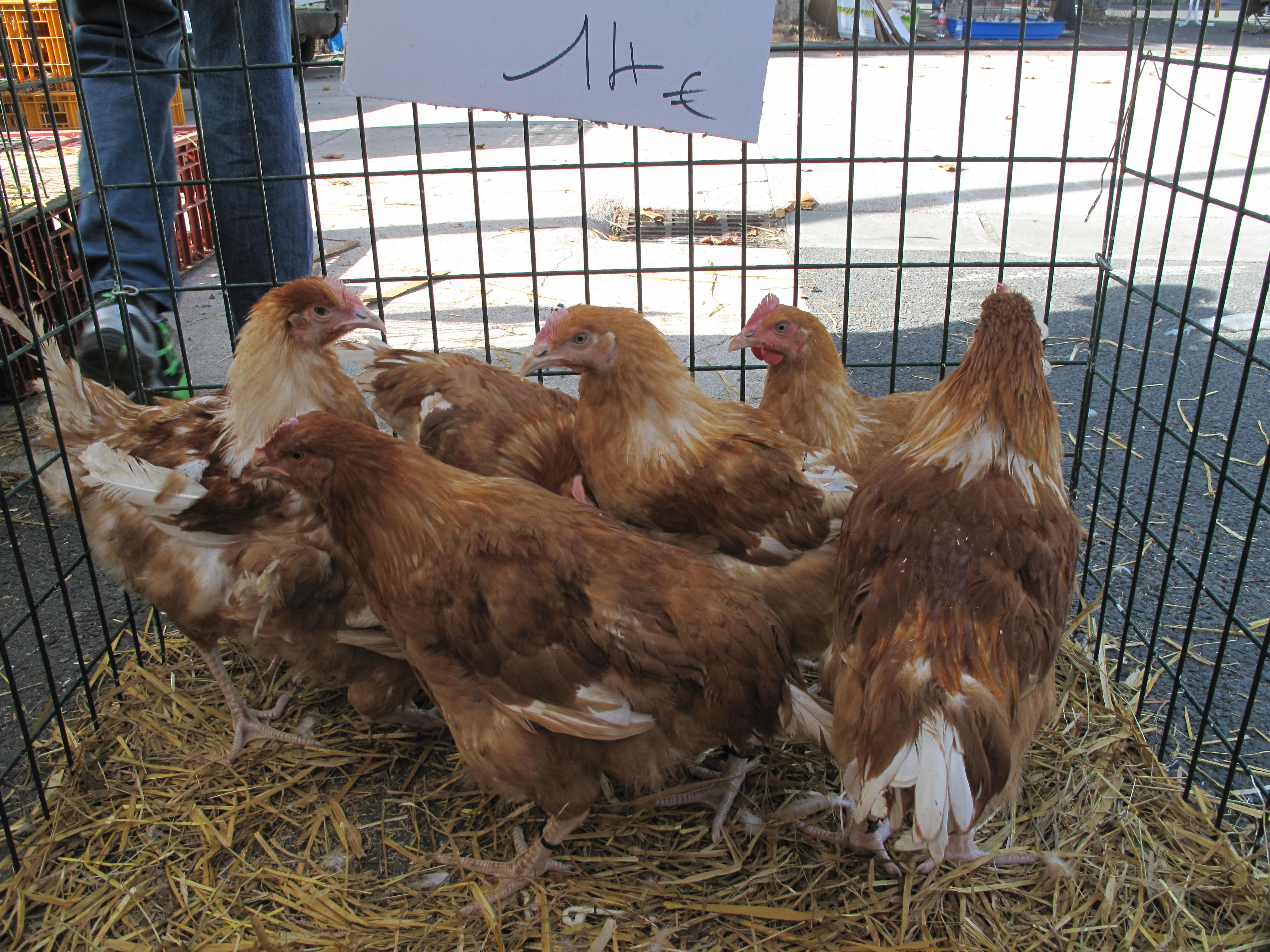
Des chapons à la vente au marché de Louhans.

Un chapon est un coq de l'espèce Gallus gallus domesticus qui a été castré afin d'atteindre une plus grande tendreté et une plus grande masse. Sa peau est fine et nacrée.
Par extension, il désigne le mâle castré d’autres volailles, par exemple le chapon de pintade.

## Histoire
Pline l'Ancien écrit que la production du chapon remonte à Rome en l’an 162 av. J.-C., lorsque le sénateur Caius Fannius Strabo fit voter une loi somptuaire qui limitait la consommation de poularde grasse. Pline écrit dans l'Histoire naturelle, livre X, paragraphe LXXI (Caput L), que la Lex Fannia limitait à une poularde par banquet, en tant que parade, on aurait imaginé de nourrir de jeunes coqs avec des produits laitiers,. L'objectif était d'économiser le grain réservé à l'alimentation de la plèbe et de revenir à l'idéal de frugalité préconisé par Caton le Censeur, les nouveaux Romains étant contaminés par le luxe des Grecs qui avaient inventé l'engraissement des poulardes. Les éleveurs découvrirent que les coqs castrés prenaient rapidement du poids, économisant le grain et permettaient de contourner la loi.
Dans l'Union européenne, les chapons destinés au commerce doivent être abattus à un âge minimal de 140 jours et après au moins 77 jours suivant le chaponnage.

## Lieux de production
Les chapons sont produits en France dans plusieurs départements, notamment l'Ain, le Jura, la Saône-et-Loire, le Gers et le Loiret. C'est une spécialité de la Bresse, entre les régions Auvergne-Rhône-Alpes et Bourgogne-Franche-Comté. Comme la volaille de Bresse, la poularde de Bresse et le poulet de Bresse, le chapon de Bresse a sa propre appellation d'origine contrôlée depuis 1957. Il doit être issu d'un élevage extensif, d'une bête d'au moins huit mois, dont sept de vie dans le pré, et peser au minimum 3 kg.
En Italie, le cappone (chapon) dispose d'une certification PAC (Prodotto agroalimentare tradizionale) pour les régions du Frioul-Vénétie Julienne et des Marches ainsi que pour les communes piémontaises de Monasterolo di Savigliano, Morozzo, San Damiano d'Asti et Vesime.
Au Portugal, le capão (chapon) de Freamunde est en voie de recevoir une appellation d'origine protégée. Le cahier des charges de la production certifiée  est en cours d'analyse par les services de la Commission européenne depuis courant 2011.
En Espagne, est connu le capón (chapon) de Vilalba.

## Dans la littérature

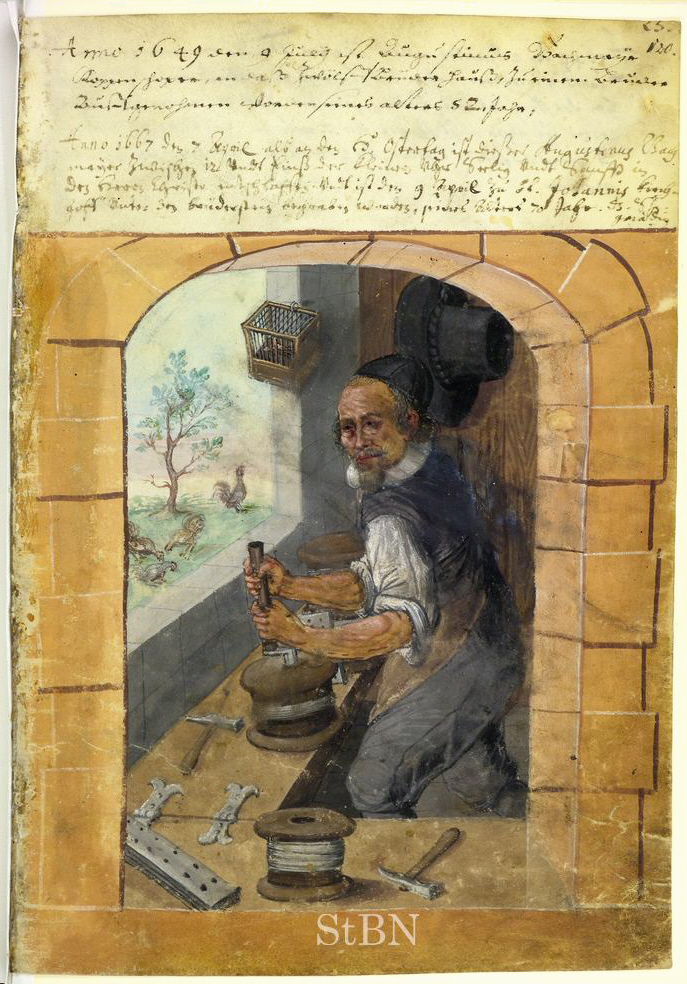
Parchemin enluminé par Landauer (1649). Quatre chapons sont visibles par la fenêtre.

Jean Racine met en scène le procès d'un chien ayant volé un chapon, aux actes II et III de sa pièce Les Plaideurs.
Voltaire a écrit un Dialogue du chapon et de la poularde où il critique le traitement subi par les animaux de ferme.